# Таш-Єлга (Дюртюлинський район)
Таш-Єлга́ (рос. Таш-Елга, башк. Ташйылға) — присілок у складі Дюртюлинського району Башкортостану, Росія. Входить до складу Маядиківської сільської ради.
Населення — 51 особа (2010; 42 у 2002).
Національний склад:
- башкири — 95 %